# Piniphantes uzbekistanicus
Piniphantes uzbekistanicus är en spindelart som först beskrevs av Andrei V. Tanasevitch 1983.  Piniphantes uzbekistanicus ingår i släktet Piniphantes och familjen täckvävarspindlar. Inga underarter finns listade i Catalogue of Life.